# Bâtiment du Parlement écossais
Pour les articles homonymes, voir Bâtiment du Parlement.
Le bâtiment du Parlement écossais (Scottish Parliament Building en anglais et Pàrlamaid na h-Alba en écossais) est le siège du Parlement écossais à Holyrood dans le centre d'Édimbourg, à proximité du palais de Holyrood. La construction du bâtiment commence en juin 1999 et les députés de la nation constitutive y tiennent leur premier débat le 7 septembre 2004. Son inauguration par la reine Élisabeth II a lieu le 9 octobre 2004, en l'absence d'Enric Miralles, l'architecte catalan mort avant l'achèvement de son projet.

## Histoire
Le Parlement écossais, dissous en 1707, est recréé après des élections en 1999. Elle se sont tenues des suites du fait qu'une majorité de l'électorat s'y soit déclaré favorable lors d'un référendum de dévolution deux ans plus tôt, ce dernier ayant engendré une loi en 1998 permettant leur tenue. Le nouveau Parlement écossais permet, à son ouverture, de rassembler les différents éléments de ce parlement en un seul bâtiment, pour 129 parlementaires et plus de 1 000 employés et fonctionnaires.

## Bâtiment
Dès le départ, le bâtiment et sa construction ont été très controversés. Les choix de l'emplacement, de l'architecte, de la conception et de l'entreprise de construction ont tous été critiqués par les politiciens, les médias et le public écossais. Prévue pour 2001, l'ouverture s'est finalement  faite en 2004, soit avec trois ans de retard et un coût final estimé à 414 millions de livres sterling, bien supérieur aux estimations de départ comprises entre 10 millions de livres sterling et 40 millions de livres sterling.

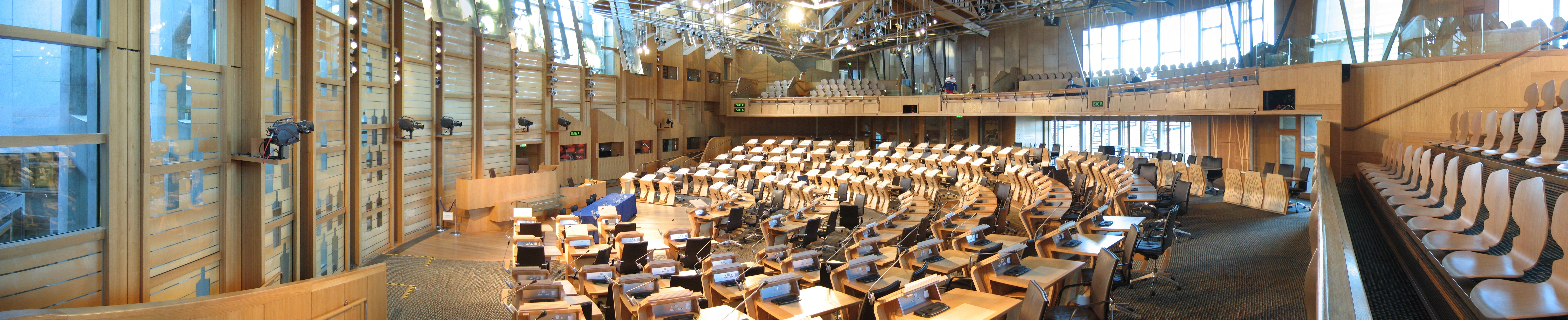
L'intérieur du Parlement.